# Villa Soltorpet

Soltorpet – så här såg villan ut före 1915 när Aron Jonason fotograferade den. Foto från Bildsamlingen vid Göteborgs stadsmuseum.

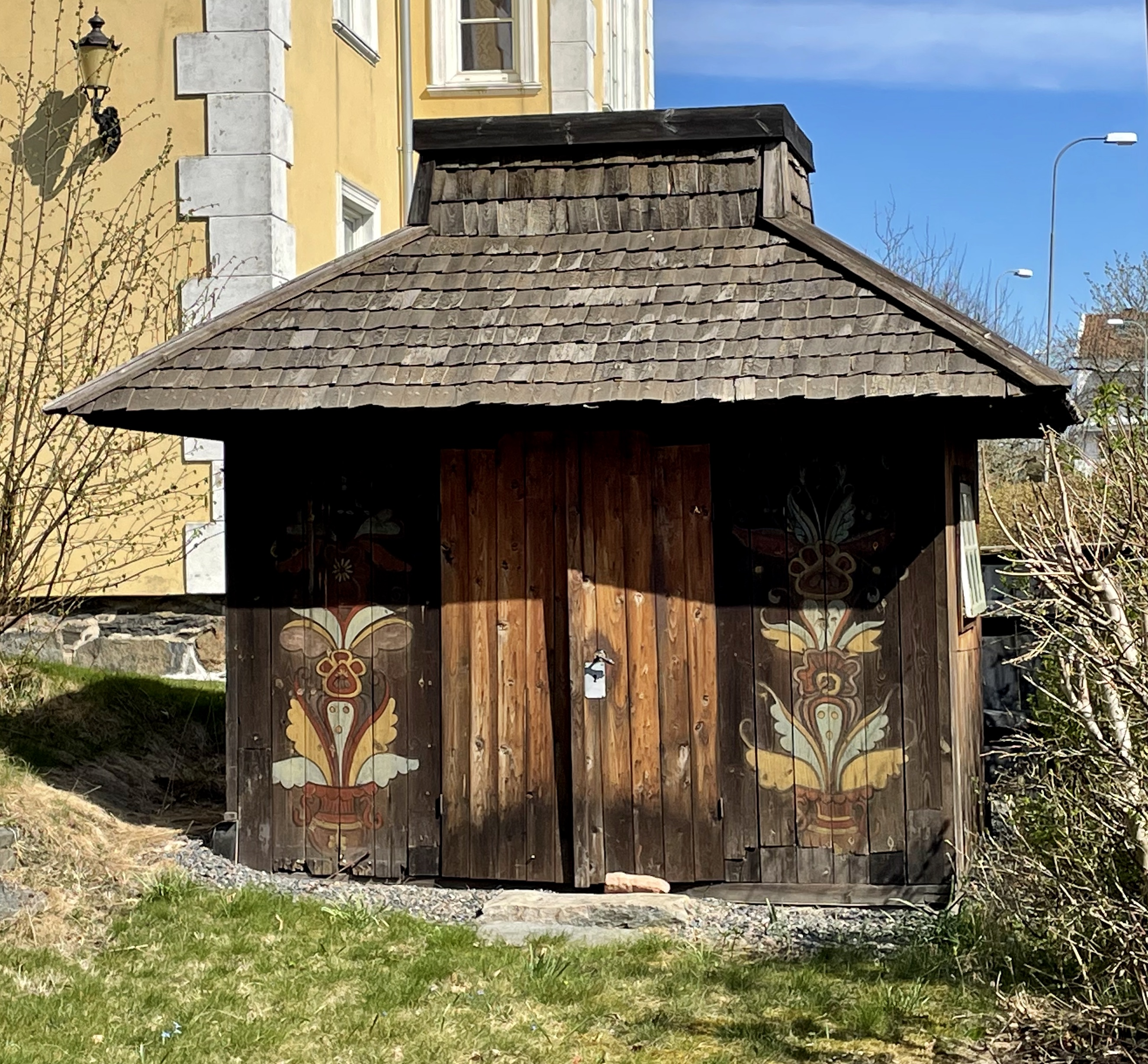
Lekstugan från 1912 är en väsentlig del av den byggnadsminnesförklarade villan. Foto från 2022.

Villa Soltorpet är ett enfamiljshus beläget vid Brödragatan i stadsdelen Bö, Örgryte-Härlanda i östra Göteborg. Det är byggnadsminne sedan 26 september 1983.

## Beskrivning
Soltorpet ligger i Bö villastad, det första villaområdet i Örgryte. Byggnaden på Brödragatan 8 ligger högt på en tomt omgärdad av en planerad trädgård med fruktträd och gångar. På tomten finns avträde, hundkoja och lekstuga – samtliga ingår som väsentliga delar i byggnadsminnet. På tomtens nordvästra del finns dessutom ett garage. Ett trästaket omgav tidigare trädgårdens södra och västra sträckning.

## Historik
Soltorpet uppfördes  år 1903 inom "Örgryte trädgårdsstad" för skeppsredaren Werner Lundqvist efter ritningar av arkitekten Georg Nordström (1874-1907). Villaområdet växte fram vid Örgryte nya kyrka omkring sekelskiftet 1900. Villan är uppförd av panelat och rödmålat trä i en och en halv våning på hög stensockel och har drag av både jugend och nationalromantik. Den fasta inredningen är välbevarad. Främst märks två rum med målningar av konstnären Ole Kruse, medlem av sällskapet "Bröderna", en sammanslutning av främst konstnärer, hantverkare och författare. Bröderna i sällskapet sammanträdde i Villa Soltorpet och de har givit Brödragatan dess namn.
Många av dekorationerna anspelar på sällskapets syften. Genom dess verksamhet finns också en omfattande dokumentation i ord och bild från byggnadernas första tid. Vid restaureringsarbeten 1983 har ytterligare ursprungliga dekorationer tagits fram och återställts. Till villan hör också en trädgård, som i allt västentligt har sin ursprungliga karaktär. Här finns flera mindre och ursprungliga byggnader - lekstuga med dekorationer från 1912, hundkoja och utedass.

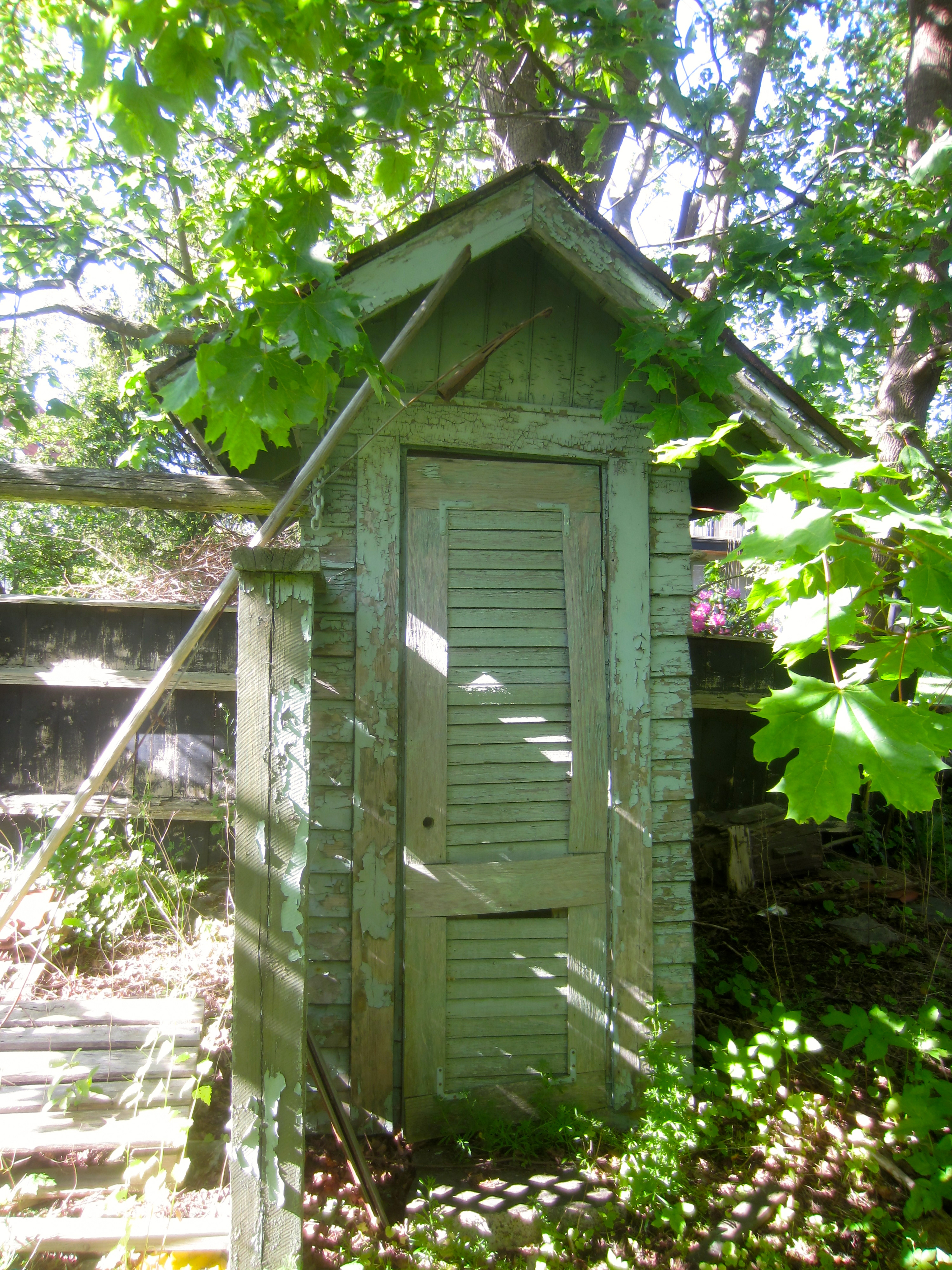
Detta "hemlighus" är också byggnadsminne. Foto från 2015.